# فهرست فیلم‌های پویانمایی ۲۰۱۸
این فهرستی از فیلم‌های بلند پویانمایی است که در سال ۲۰۱۸ منتشر شدند.

## فهرست
| عنوان                                                                        | کشور                  | کارگردان                                | استودیو                                                                        | تکنیک                          | یادداشت              |
| ---------------------------------------------------------------------------- | --------------------- | --------------------------------------- | ------------------------------------------------------------------------------ | ------------------------------ | -------------------- |
| اورکا سون                                                                    | ژاپن                  | توموکی کیودا                            | بونز                                                                           | سنتی                           | [ ۱ ]                |
| استریکس: راز معجون جادویی Asterix: The Secret Of The Magic Potion            | فرانسه                | الکساندر آستیر، لویی کلیشی              | اس‌ان‌دی، میکروس‌ایمیج                                                            | پویانمایی رایانه‌ای             | [ ۳ ]                |
| حمله به تایتان                                                               | ژاپن                  | تتسوری اراکی، ماساشی کویزوکا            | ویت استودیو                                                                    | سنتی                           | [ ۴ ]                |
| سگ‌های ولگرد بونگو                                                            | ژاپن                  | تاکویا ایگاراشی                         | بونز                                                                           | سنتی                           | [ ۵ ]                |
| چارمینگ                                                                      | ایالات متحده کانادا   | راس ونوکور                              | ونگارد انیمیشن                                                                 | پویانمایی رایانه‌ای             | [ ۶ ]                |
| کد گیاس                                                                      | ژاپن                  | گورا تانیگوچی                           | سانرایز                                                                        | سنتی                           | [ ۷ ]                |
| دجال قاتل و پیروانش                                                          | پاکستان               | رعنا ابرار                              | دبلیوبی‌جی مدیا                                                                 | پویانمایی رایانه‌ای             | [ ۸ ]                |
| دورایمون فیلم: جزیره گنج نابیتا                                              | ژاپن                  | کازوآکی ایمایی                          | توهو                                                                           | سنتی                           | [ ۹ ]                |
| گرینچ                                                                        | ایالات متحده          | یاروو چنی، اسکات موژر                   | ایلومینیشن اینترتینمنت                                                         | پویانمایی رایانه‌ای             | [ ۱۰ ]               |
| اردک اردک غاز                                                                | ایالات متحده          | کریس جنکینز                             | اوریجینال فورس انیمیشن                                                         | پویانمایی رایانه‌ای             | [ ۱۱ ]               |
| انسان‌های نخستین                                                              | انگلستان              | نیک پارک                                | آردمن انیمیشن انستیتوی فیلم بریتانیا                                           | استاپ‌موشن                      | [ ۱۲ ]               |
| دختران و تانک                                                                | ژاپن                  | تسوتومو میزوزیما                        | آکتاس                                                                          | سنتی                           | [ ۱۳ ]               |
| مورمور۲: هالووین جن‌زده                                                       | ایالات متحده          | آری سندل                                | کلمبیا پیکچرز، سونی پیکچرز انیمیشن، اوریجینال فیلم، اسکلاستیک، سیلورتانگ فیلم  | پویانمایی رایانه‌ای / لایو اکشن |                      |
| هتل ترانسیلوانیا ۳: تعطیلات تابستانی                                         | ایالات متحده          | گندی تارتاکوفسکی                        | سونی پیکچرز انیمیشن                                                            | پویانمایی رایانه‌ای             | [ ۱۴ ] [ ۱۵ ] [ ۱۶ ] |
| شگفت‌انگیزان ۲                                                                | ایالات متحده          | برد برد                                 | پیکسار                                                                         | پویانمایی رایانه‌ای             | [ ۱۷ ] [ ۱۸ ] [ ۱۹ ] |
| جزیره سگ‌ها                                                                   | ایالات متحده          | وس اندرسن                               | سرچلایت پیکچرز، ایندین پینت‌براش                                                | استاپ‌موشن                      | [ ۲۰ ] [ ۲۱ ]        |
| می‌خوام جیگرتو بخورم Kimi no Suizō o Tabetai                                  | ژاپن                  | شینیچیرو اوشیجیما                       | استودیو VOLN                                                                   | سنتی                           | [ ۲۲ ]               |
| آخرین داستان                                                                 | ایران                 | اشکان رهگذر                             | استودیو هورخش                                                                  | سنتی                           | [ ۲۴ ]               |
| ماکیا: زمانی که گل موعود می‌شکفد Sayonara no Asa ni Yakusoku no Hana o Kazarō | ژاپن                  | ماری اوکادا                             | پی. ای ورکس                                                                    | پویانمایی رایانه‌ای             | [ ۲۵ ]               |
| بازگشت مری پاپینز                                                            | ایالات متحده          | راب مارشال                              | والت دیزنی پیکچرز                                                              | سنتی / لایو اکشن               |                      |
| میرای Mirai no Mirai                                                         | ژاپن                  | مامورو هوسودا                           | استودیو چیزو                                                                   | سنتی                           | [ ۲۶ ]               |
| آکادمی قهرمان من                                                             | ژاپن                  | کنجی ناگازاکی                           | بونز                                                                           | سنتی                           | [ ۲۷ ]               |
| نسل بعدی                                                                     | کانادا ایالات متحده   | کوین آر آدامز، جو کسندر                 | تنجنت انیمیشن                                                                  | پویانمایی رایانه‌ای             | [ ۲۹ ]               |
| نان نان بیوری                                                                | ژاپن                  | شینیا کاواتسورا                         | سیلور لینک                                                                     | سنتی                           | [ ۳۰ ]               |
| نورم از شمال                                                                 | ایالات متحده          | تیم مالتبی، ریچارد فین (کارگردان مشترک) | اسمبلاج انترتینمنت / دیسکریت آرت پروداکشنز / لاینزگیت فیلمز / اسپلش انترتینمنت | پویانمایی رایانه‌ای             | [ ۳۱ ]               |
| مصلح کوروگانه                                                                | ژاپن                  | هیروشی تاکوچی                           | وایت فاکس                                                                      | سنتی                           | [ ۳۲ ]               |
| پوکویو                                                                       | اسپانیا               | اندی یکس                                | زینکیا انترتینمنت                                                              | پویانمایی رایانه‌ای             |                      |
| رالف اینترنت را خراب می‌کند                                                   | ایالات متحده          | ریچ مور، فیل جانستون                    | استودیو انیمیشن والت دیزنی                                                     | پویانمایی رایانه‌ای             | [ ۳۳ ] [ ۳۴ ] [ ۳۵ ] |
| روبن برنت مجموعه‌دار Ruben Brandt, a gyűjtő                                   | مجارستان              | میلوراد کرستیچ                          | سونی پیکچرز کلاسیکس                                                            | سنتی / پویانمایی رایانه‌ای      | [ ۳۷ ]               |
| شرلوک نومز                                                                   | انگلستان ایالات متحده | جان استیونسن                            | راکت پیکچرز پارامونت انیمیشن مترو گلدوین مایر پارامونت پیکچرز                  | پویانمایی رایانه‌ای             | [ ۳۸ ]               |
| پاکوچولو                                                                     | ایالات متحده          | کاری کرکپاتریک                          | گروه انیمیشن وارنر                                                             | پویانمایی رایانه‌ای             | [ ۳۹ ] [ ۴۰ ]        |
| مرد عنکبوتی: به درون دنیای عنکبوتی                                           | ایالات متحده          | باب پرسیچتی، پیتر رمزی، رودنی روتمن     | سونی پیکچرز انیمیشن                                                            | پویانمایی رایانه‌ای/سنتی        | [ ۴۱ ]               |
| تایتان‌های نوجوان به سینما می‌آیند!                                            | ایالات متحده          | آرون هوروات، پیتر ریدا مایکل            | برادران وارنر انیمیشن / دی‌سی کامیکس                                            | سنتی                           | [ ۴۲ ] [ ۴۳ ]        |
| قالیچه پرنده Hodja fra Pjort                                                 | دانمارک               | کارستن کیلریچ                           | ای فیلم                                                                        | پویانمایی رایانه‌ای             | [ ۴۵ ]               |
| مونوگاتاری                                                                   | ژاپن                  | TBA                                     | شفت                                                                            | سنتی                           | [ ۴۶ ]               |

## پرفروش‌ترین فیلم‌های پویانمایی ۲۰۱۸
۱۰ پرفروش‌ترین فیلم‌های پویانمایی سال ۲۰۱۸ عبارتند از:
| رتبه | عنوان                                | توزیع‌کننده/ استودیو        | فروش جهانی     |        |
| ---- | ------------------------------------ | -------------------------- | -------------- | ------ |
| ۱    | شگفت‌انگیزان ۲                        | استودیو سینمایی والت دیزنی | $۱٬۲۴۲٬۸۰۵٬۳۵۹ | [ ۴۷ ] |
| ۲    | رالف اینترنت را خراب می‌کند           | استودیو سینمایی والت دیزنی | $۵۲۹٬۱۶۱٬۴۱۷   | [ ۴۸ ] |
| ۳    | هتل ترانسیلوانیا ۳: تعطیلات تابستانی | گروه سینمایی سونی پیکچرز   | $۵۲۸٬۵۸۳٬۷۷۴   | [ ۴۹ ] |
| ۴    | گرینچ                                | یونیورسال پیکچرز           | $۵۱۱٬۵۶۵٬۳۴۸   | [ ۵۰ ] |
| ۵    | مرد عنکبوتی: به درون دنیای عنکبوتی   | سونی پیکچرز ریلیزینگ       | $۳۷۵٬۴۶۰٬۶۱۲   | [ ۵۱ ] |
| ۶    | پاکوچولو                             | برادران وارنر              | $۲۱۴٬۱۴۰٬۱۰۳   | [ ۵۲ ] |
| ۷    | دراگون بال سوپر: برولی               | استودیو قرن بیستم          | $۱۱۴٬۱۰۲٬۸۲۱   | [ ۵۳ ] |
| ۸    | کارآگاه کونان: صفر مجری              | توهو                       | $۱۰۸٬۱۰۵٬۲۲۳   | [ ۵۴ ] |
| ۹    | خرس بونی: کوچک شدن بزرگ              | له ویزیون پیکچرز           | $۹۶٬۷۵۶٬۲۱۴    | [ ۵۵ ] |
| ۱۰   | شرلوک نومز                           | پارامونت پیکچرز            | $۹۰٬۳۴۵٬۰۸۶    | [ ۵۶ ] |